# Schizopera lacusamari
Schizopera lacusamari is een eenoogkreeftjessoort uit de familie van de Miraciidae. De wetenschappelijke naam van de soort is voor het eerst geldig gepubliceerd in 1972 door Por & Marcus.